# Hat trick (sport)

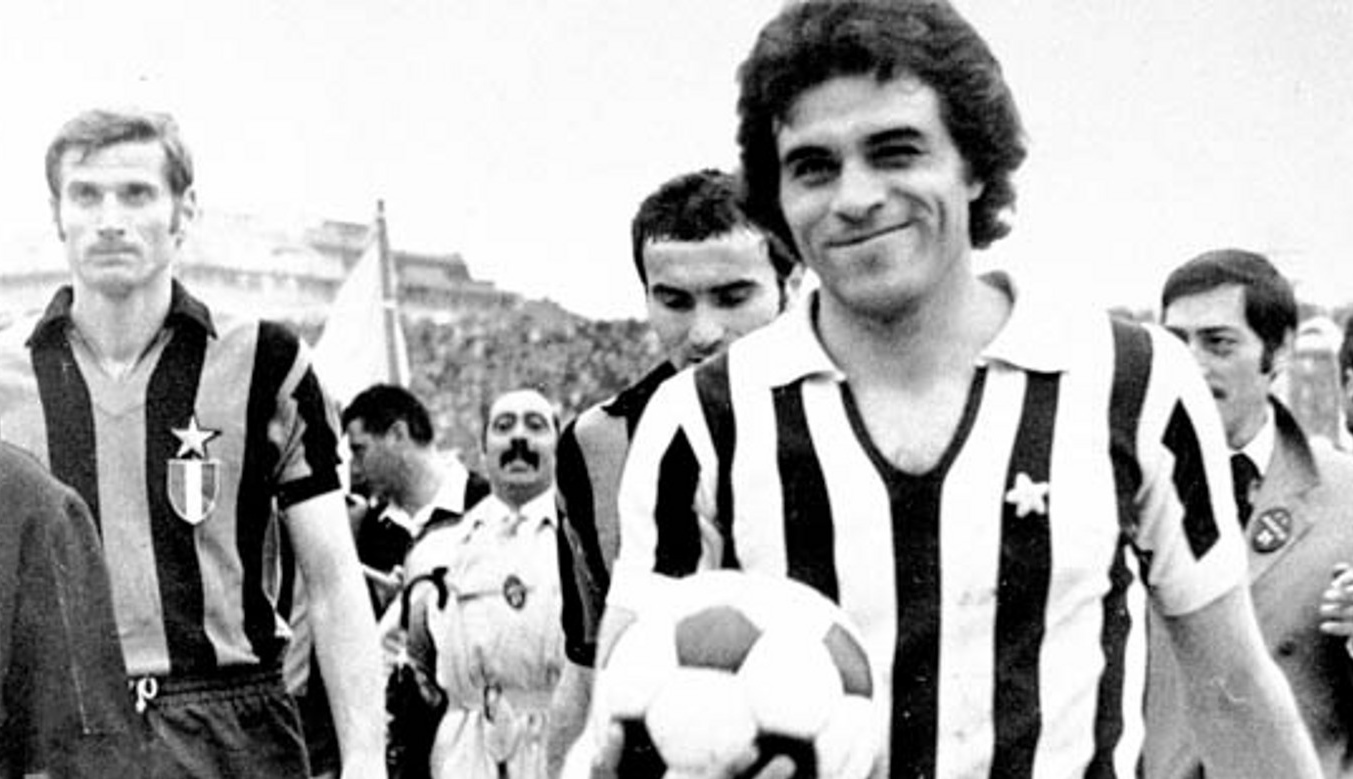
Il calciatore Franco Causio, autore di una tripletta nel derby d'Italia del 23 aprile 1972, si porta a casa il pallone com'è consuetudine in questi casi.

Hat trick o hat-trick è un termine sportivo che indica una prestazione d'eccellenza ripetuta tre volte nello stesso evento: è il caso di una tripletta di gol in un incontro di calcio o di hockey, tre mete nel rugby, e così via; oppure la serie di pole position, giro più veloce e vittoria nella stessa corsa in automobilismo o motociclismo.
Il termine è di origine crickettistico e indica tre wicket consecutivi su altrettanti lanci.
L'espressione inglese (letteralmente "trucco del cappello") è il nome del classico trucco del cappello magico dal quale il prestigiatore fa apparire, solitamente, un coniglio.
Nell'hockey su ghiaccio, dopo un hat trick da parte di un giocatore, è consuetudine da parte del pubblico lanciare i propri cappelli nella pista di gioco.